# Prueba de White
En estadística la prueba de White es la prueba más general para detectar la heteroscedasticidad en los modelos de regresión lineal. Fue nombrada así en honor a uno de los grandes teóricos del campo como Halbert White, que hizo grandes avances en su investigación de 1980. No precisa de una especificación concreta de la heteroscedasticidad bajo la alternativa. 
Contrasta:
{\displaystyle H_{0}:\sigma _{i}^{2}=\sigma ^{2}} para todo i
{\displaystyle H_{1}:} No se verifica {\displaystyle H_{0}}
Para efectuar este contraste se plantea el modelo de regresión lineal múltiple que trata de explicar los residuos al cuadrado en función de las variables explicativas y los productos cruzados de las mismas.
En situaciones de homocedasticidad se cumple que: {\displaystyle nR^{2}} sigue una distribución ji-cuadrado con k-1 grados de libertad, siendo k el número de variables explicativas incluidas en el modelo

## Software
En Stata el test se produce con la función whitetst. También en el programa de EViews.